# Castelo de Moulinvieux

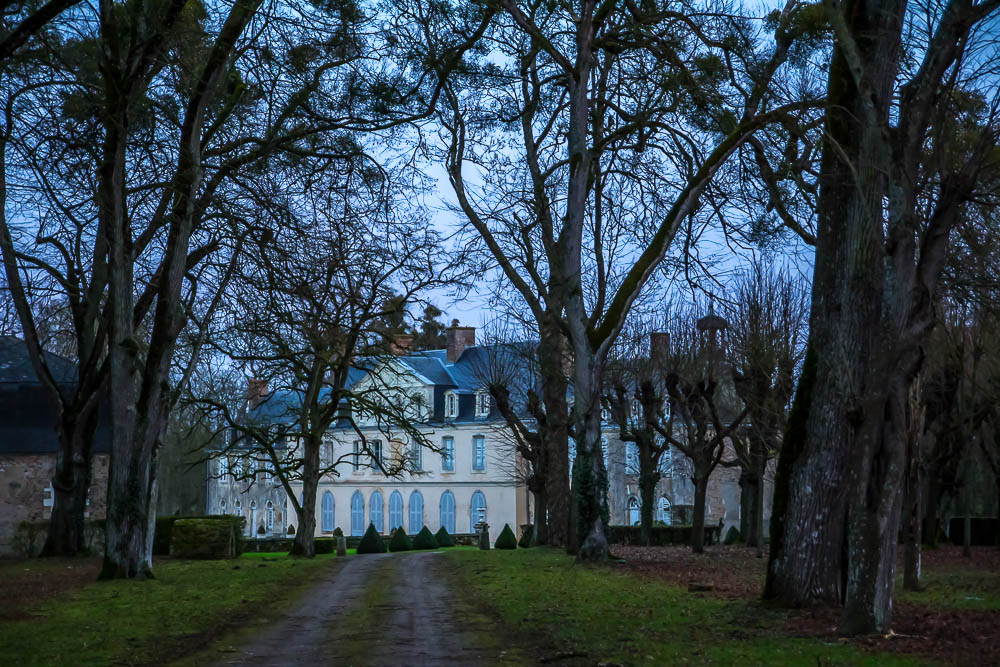
Castelo de Moulinvieux.

Château de Moulinvieux é um castelo construído no século XVII em Asnières-sur-Vègre, no departamento de Sarthe, na França. Partes dele são listadas como monumentos históricos.

## Arquitetura
A parte central da pousada foi construída durante o século XVII. Foi reconstruída e ampliada; as decorações interiores (pinturas, esculturas, entre outros), a Capela de Nossa Senhora e o jardim foram realizados no século XVIII.

## Proteção
O castelo e o parque de Moulinvieux são listados como monumentos históricos desde 14 de dezembro de 1989.